# محمدجواد صافی گلپایگانی
محمدجواد صافی گلپایگانی (۱ آذر ۱۲۴۹ یا ۲۰ آبان ۱۲۵۰ ه‍.خ / ۲۷ شعبان ۱۲۸۷ یا ۱۲۸۸ ه‍.ق – ۱۵ بهمن ۱۳۳۷ ه‍.خ / ۲۵ رجب ۱۳۷۸ ه‍.ق)، فقیه و روحانی شیعه ایرانی و پدر لطف‌الله صافی گلپایگانی و علی صافی گلپایگانی بود.

## تولد و خانواده
محمدجواد صافی گلپایگانی در ۱ آذر ۱۲۴۹ یا ۲۰ آبان ۱۲۵۰ ه‍.خ (۲۷ شعبان ۱۲۸۷ یا ۱۲۸۸ ه‍.ق)، در گلپایگان متولد شد. پدر وی ملا عباس به تجارت می‌پرداخت؛ مادرش زهرا فرزند محمد باقر ادیب گلپایگانی و دایی‌اش ملا محمدرضاو ملاابوالقاسم بود.

## تحصیلات
وی به اقتضای شوق فطری و اقتفای سیره خانوادگی، از همان آغاز نوجوانی به تحصیل علوم دینی روی آورد. وی مقدمات و سطوح را نزد پدرش و دیگر دانشوران گلپایگان - که در آن زمان مجمع علما و دانشمندان بود - فرا گرفت و سپس در سال ۱۳۰۵ ه‍.  به اصفهان رفت، و تا سال ۱۳۱۶ ه‍.ق نزد استادان بزرگ وقت علوم متداول را فرا گرفت. وی آنی از کوششهای علمی بازنایستاد تا پس از نگارش رساله‌هایی در مسائل فقهی، در سال ۱۳۱۰–۱۳۱۱ ه‍.ق به اخذ اجازات متعدد اجتهادی نایل آمد و مورد توجه وافر استادان خود قرار گرفت. تنها ۲۴ سال داشت که اجازات متعددی در اجتهاد از استادانش سیدمحمدباقر درچه‌ای، نورالله اصفهانی و سید محمدباقر موسوی خوانساری دریافت کرد و این در حالی بود که توفیق داشت تا با سید حسین طباطبایی بروجردی و سید ابوالحسن اصفهانی هم‌درس باشد. پس از آن بود که در قم، اصفهان و گلپایگان به تدریس، تألیف، اقامه نماز جماعت و راهنمایی مردم همت گمارد. در آن زمان که مصادف با حکومت پهلوی اول بود، در مبارزه با بهائیت و تصوف، مخالفت با خان‌ها و فئودال‌ها و البته رویارویی با کشف حجاب رضاخانی، کم نگذاشت و به عنوان عالم و فقیهی حاضر در صحنه، شناخته می‌شد. همچنین تلاش داشت تا در احیای شعائر دینی و برگزاری بزرگداشت‌های مذهبی پیشقدم باشد.

## فرزندان
او صاحب سه فرزند پسر و دو دختر بود.
- علی صافی گلپایگانی
- لطف‌الله صافی گلپایگانی
- فخرالدین صافی گلپایگانی
- بتول صافی گلپایگانی
- صدیقه صافی گلپایگانی[۴]

## درگذشت
وی در نهایت در شب چهارشنبه ۱۵ بهمن ۱۳۳۷ ه.خ (مصادف با ۲۵ رجب ۱۳۷۸ ه.ق) در سن ۸۸ سالگی (۹۰ سال قمری) در گلپایگان درگذشت و پس از تشییع در زادگاهش، به قم منتقل و در مسجد بالاسر حرم فاطمه معصومه دفن شد.